# Rose (Doctor Who)
Rose ist die erste Episode der ersten Staffel der Neuauflage der britischen Science-Fiction-Serie Doctor Who. Obwohl man durch die Nummerierung der Staffel von einem Reboot ausgehen könnte, handelt es sich bei der Neuauflage um eine Fortsetzung der bisherigen Serie (1963–1989; 1996). Im englischsprachigen Raum werden deswegen zur Unterscheidung der gleichnummerierten Staffeln die Begriffe Season für die Staffeln der klassischen Serie und Series für die der neuen Serie verwendet. Die Erstausstrahlung fand am 26. März 2005 auf BBC One statt, die deutschsprachige Erstausstrahlung am 28. Januar 2008 auf ProSieben.

## Handlung
Rose Tyler lebt ein scheinbar normales Leben mit ihrer Mutter Jackie Tyler, ihrem Freund Mickey Smith und einem Job in einem Londoner Kaufhaus. Als sie sich eines Abends in den Keller des Kaufhauses begibt, kommen ihr zum Leben erwachte Schaufensterpuppen entgegen. Ihr zur Hilfe kommt ein Mann, der sich nur als der Doktor vorstellt. Er bringt sie in Sicherheit und empfiehlt ihr, sich weit vom Kaufhaus zu entfernen. Als sie das Gebäude verlassen hat, explodiert die oberste Etage. Sie geht nach Hause und bittet Mickey, einen Arm, den sie einer der Puppen abgerissen hat, zu entsorgen. Am nächsten Morgen taucht der Doktor bei Rose zu Hause auf, da ihn die Energiesignatur des Armes zu ihr geführt hat. Nachdem er diesen unschädlich gemacht hat, verschwindet er ohne weitere Erklärungen erneut.
Fasziniert von diesem Fremden beginnt Rose im Internet nach ihm zu suchen. Sie findet eine Seite, die besagt, dass der Doktor überall auf der Welt und in verschiedenen Epochen der Menschheitsgeschichte immer wieder auftaucht und nach kurzer Zeit wieder verschwindet. Rose trifft sich mit dem Betreiber der Seite, Clive Finch, erfährt von ihm aber auch nicht mehr, als sie nicht schon wusste. Mickey, der Rose zu Clive gefahren hat, wird während ihres Treffens von den Plastikwesen entführt und durch einen von ihnen ersetzt. 
Rose und der falsche Mickey gehen nach dem Treffen mit Clive essen. Auch hier stößt der Doktor hinzu und schaltet den falschen Mickey aus. Gemeinsam mit Rose und dem Kopf des falschen Mickeys begibt sich der Doktor zu seiner TARDIS, mit der er den Kopf scannen kann und das Ursprungssignal des lebenden Plastiks orten kann. Mit der TARDIS reisen sie zum London Eye, unter dem sich das Nestene-Bewusstsein befindet, welches auch Mickey immer noch als Geisel hält. Verärgert durch die Ankunft des Doktors, erweckt das Bewusstsein alle Plastikpuppen Londons. Mit Hilfe von Rose gelingt es dem Doktor, dem Bewusstsein eine Flüssigkeit zu verabreichen, welches die Fähigkeit des Bewusstseins unterbindet, sodass die Plastikpuppen wieder normal werden.
Beeindruckt von Roses Mut, bietet der Doktor ihr an, gemeinsam mit ihm in seiner TARDIS zu reisen. Nachdem diese ablehnt, bricht er auf. Einen Moment später taucht er jedoch erneut auf und sagt Rose, dass er mit der TARDIS nicht nur durch Raum, sondern auch durch die Zeit reisen kann. Rose willigt schließlich doch ein.

## Hintergrund
Nachdem Doctor Who im Jahr 1989 nach 26 Jahren Laufzeit abgesetzt wurde und der Fernsehfilm von 1996, eine Co-Produktion mit dem amerikanischen Fernsehen, keine neuen Folgen nach sich zog, kündigte die BBC im Jahr 2003, dem 40. Jubiläumsjahr von Doctor Who, die Wiederaufnahme der Serie an. Zeitgleich wurde Russell T Davies als Showrunner bekannt gegeben. 2004 wurden Christopher Eccleston und Billie Piper als das erste Doktor/Companion-Gespann der neuen Serie bekannt gegeben. Um auch neuen Zuschauern, die keinen Kontakt mit der klassischen Serie hatten, den Einstieg zu ermöglichen wurde auf das Darstellen der Regeneration des achten Doktors in den Neunten verzichtet. Dies wurde erst 2013 in Die Nacht des Doktors (engl. Originaltitel The Night of the Doctor) und Der Tag des Doktors (engl. Originaltitel The Day of the Doctor) nachgeholt. Auch wurde zunächst auf viele weitere Handlungselemente der klassischen Serie verzichtet, die erst im Laufe der nächsten Folgen und Staffeln wieder ihren Weg zurück in die Serie fanden.

## Trivia
Am 26. März 2020, dem 15. Jahrestag der Erstausstrahlung, schauten Fans rund um die Welt die Folge zeitgleich um 20 Uhr mitteleuropäischer Zeit. Unter dem Hashtag #TripOfALifetime beteiligte sich unter anderem auch der damalige Showrunner Russel T Davies an dem Social Media Event. Bereits wenige Tage vorher gab es eine ähnliche Aktion mit dem Jubiläumsspecial Der Tag des Doktors.

## Synchronisation
Die Synchronisation der Folge übernahm die Scalamedia GmbH, für die Dialogregie zeichnete Kai Taschner, welcher auch das Dialogbuch schrieb, verantwortlich.
| Rolle               | Schauspieler             | Synchronsprecher  |
| ------------------- | ------------------------ | ----------------- |
| Der Doktor          | Christopher Eccleston    | Frank Röth        |
| Rose Tyler          | Billie Piper             | Maren Rainer      |
| Jackie Tyler        | Camille Coduri           | Ute Brankatsch    |
| Mickey Smith        | Noel Clarke              | Johannes Raspe    |
| Clive Finch         | Mark Benton              | Kai Taschner      |
| Caroline Finch      | Elli Garnett             | Elisabeth Günther |
| Jacob Finch         | Adam McCoy               | ?                 |
| Nestene-Bewusstsein | Nicholas Briggs (Stimme) | ?                 |